# IC 2796
IC 2796 ist ein optisches Galaxienpaar vom Hubble-Typ S im Sternbild Löwe auf der Ekliptik.
Das Objekt wurde am 27. März 1906 von dem deutschen Astronomen Max Wolf entdeckt.